# STS-44
STS-44 (englisch Space Transportation System) ist eine Missionsbezeichnung für das US-amerikanische Space Shuttle Atlantis (OV-104) der NASA. Der Start erfolgte am 24. November 1991. Es war die 44. Space-Shuttle-Mission und der zehnte Flug der Raumfähre Atlantis.

## Mannschaft

### Hauptmannschaft
- Frederick Gregory (3. Raumflug), Kommandant
- Terence Henricks (1. Raumflug), Pilot
- Story Musgrave (4. Raumflug), Missionsspezialist
- Mario Runco (1. Raumflug), Missionsspezialist
- James Voss (1. Raumflug), Missionsspezialist
- Thomas Hennen (1. Raumflug), Nutzlastspezialist, United States Army

Ursprünglich war David Walker als Kommandant vorgesehen. Im Juli 1990 wurde er aufgrund eines Luftzwischenfalls vom Mai 1989 dieses Amtes enthoben und durch Gregory ersetzt. Gregory und Musgrave waren bereits bei STS-33 gemeinsam im All gewesen.

### Ersatz
- Michael Belt für Hennen

## Missionsüberblick
Der Start war zuerst für den 19. November geplant gewesen, wurde aber wegen eines defekten Trägheitssensors der Antriebsstufe eines Defense Support Program-Satelliten (DSP) verschoben. Die Einheit wurde ausgetauscht und getestet, der Start anschließend für den 24. November angesetzt. Er musste nochmals um 13 Minuten verschoben werden, um einem Raumschiff im Orbit den sicheren Vorbeiflug zu erlauben und um den externen Flüssigsauerstofftank vollzutanken, nachdem kleinere Reparaturen daran erfolgt waren. Das Startgewicht betrug 117.766 kg.

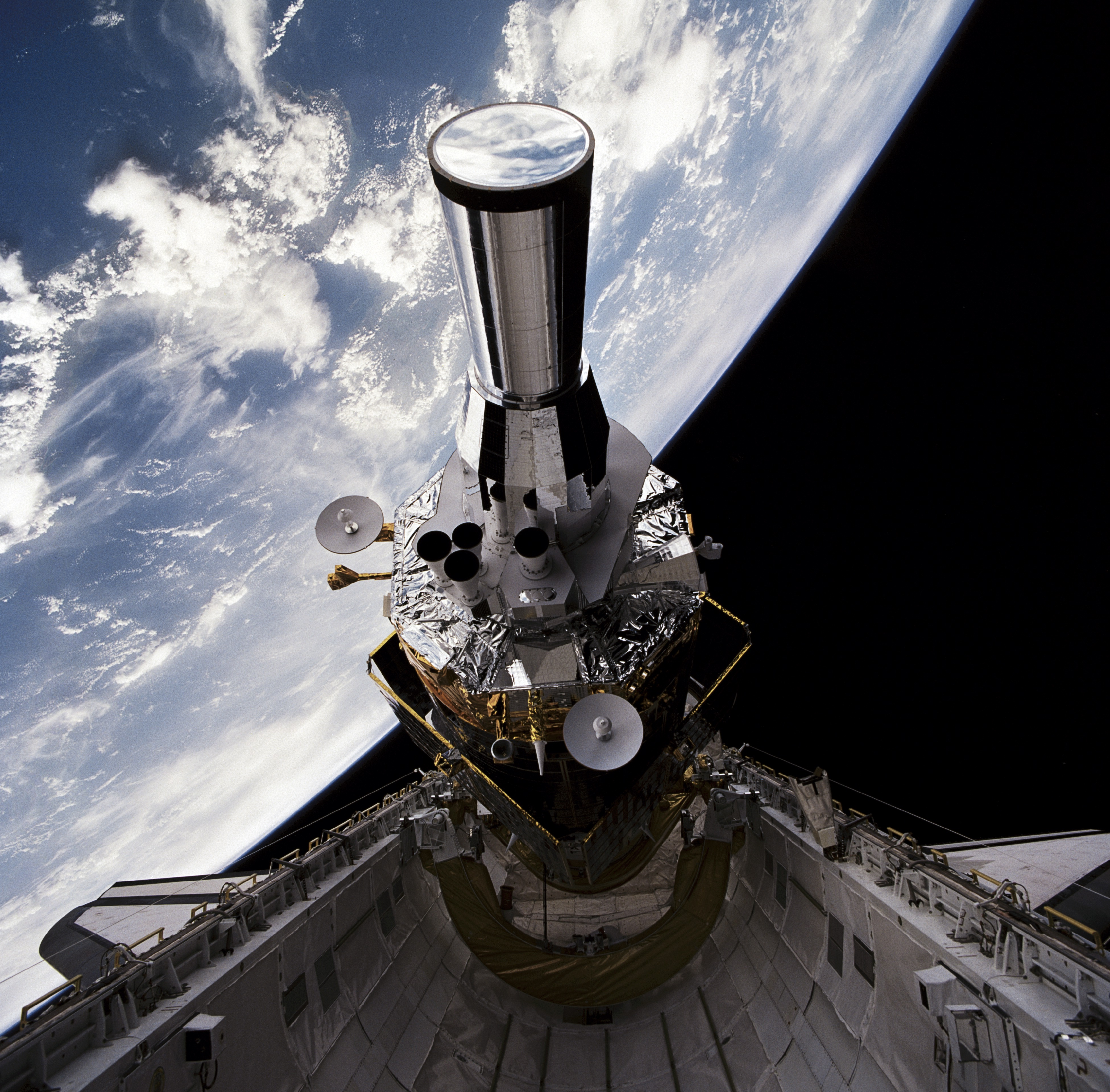
Aussetzen des DSP-Satelliten

Es war eine Mission für das Department of Defense (US-Verteidigungsministerium). Die nicht geheime Nutzlast enthielt den Defense Support Program Satelliten und dessen Inertial Upper Stage (IUS), welcher am ersten Flugtag ausgesetzt wurde. Weitere Nutzlasten in der Nutzlastbucht und am Mitteldeck waren Interim Operational Contamination Monitor (IOCM), Terra Scout, Military Man in Space (M88-1), Air Force Maui Optical System (AMOS), Cosmic Radiation Effects and Activation Monitor (CREAM), Shuttle Activation Monitor (SAM), Radiation Monitoring Equipment III (RME III), Visual Function Tester-1 (VFT-1), Ultraviolet Plume Instrument (UVPI), Bioreactor Flow and Particle Trajectory experiment und Extended Duration Orbiter Medical Project.
Die Landung erfolgte am 1. Dezember 1991 um 14:34:44 PST auf Landebahn 5, Edwards Air Force Base, Kalifornien. Der Ausrollweg betrug 11.191 Fuß, die Ausrollzeit 107 Sekunden. Die Landung war eigentlich für den 4. Dezember geplant gewesen, wurde jedoch am 30. November vorverlegt, nachdem ein Fehler in einem der drei Trägheitssensoren des Orbiters festgestellt worden war. Bei der Landung wurde zu Testzwecken nur minimal gebremst, was den langen Ausrollweg erklärt. Der Orbiter kehrte am 8. Dezember in das Kennedy Space Center zurück. Das Landegewicht betrug 87.918 kg.